# Guapira bolivarensis
Guapira bolivarensis är en underblomsväxtart som beskrevs av Julian Alfred Steyermark. Guapira bolivarensis ingår i släktet Guapira och familjen underblomsväxter. Inga underarter finns listade i Catalogue of Life.